# Compsoptesis phoenix
Compsoptesis phoenix là một loài ruồi trong họ Tachinidae.